# Райнер Штагель
Райнер Штахель (нім. Reiner Staгel; нар. 15 січня 1892, Білефельд, Вестфалія — пом. 30 листопада 1955, табір військовополонених Войково, поблизу Іваново) — німецький і фінський воєначальник часів Третього Рейху, генерал-лейтенант (1944) Вермахту. Один зі 160 кавалерів Лицарського хреста з Дубовим листям та мечами (1944). Найбільш відомий за свої дії при обороні Вільнюса та командування гарнізоном Варшави під час Варшавського повстання 1944 року. У вересні 1944 року заарештований в Румунії агентами НКВС. Решту свого життя провів у таборах військовополонених у Радянському Союзі, де помер від серцевого нападу.

## Біографія
Військова кар'єра
- 1 квітня 1911 — фанен-юнкер
- 19 грудня 1911 — фенрих
- 18 жовтня 1912 — лейтенант
- 27 січня 1916 — обер-лейтенант
- 11 квітня 1918 — гауптман запасу

- 28 лютого 1918 — майор фінської армії
- 27 травня 1918 — оберст-лейтенант фінської армії

- 23 лютого 1934 — гауптман
- 1 квітня 1936 — майор
- 1 листопада 1939 — оберст-лейтенант
- 1 березня 1942 — оберст
- 21 січня 1943 — генерал-майор
- 28 липня 1944 — генерал-лейтенант

Райнер Йозеф Карл Август Штагель народився 15 січня 1892 року в місті Білефельд прусської провінції Вестфалія. 1 квітня 1911 року поступив на військову службу фанен-юнкером до 1-го Лотаринзького піхотного полку № 130; 19 грудня 1911 присвоєне військове звання фенрих. 18 жовтня 1912 отримав перше офіцерське звання лейтенант.
За час Першої світової війни служив у піхотному полку на Західному фронті, з 1 серпня 1915 року — командир роти. У травні 1916 року Штахель перевівся до 27-го батальйону фінських єгерів командиром кулеметної роти. Фінські мисливці, які спочатку були використані в Латвії в Курляндії в боях проти російських військ, пізніше сформували ядро фінської армії. Нагороджений Залізними хрестами обох ступенів. З початком громадянської війни у Фінляндії в 1918 році, він прибув для подальшого проходження служби до Фінляндії. Після завершення бойових дій та встановлення конституційного ладу у країні, залишився служити у фінських сухопутних військах.
У 1933 здобув чин підполковника фінської армії та призначення на посаду начальника гарнізону міста Турку. Того ж року звільнився з лав фінських збройних сил та повернувся до нацистської Німеччини й відновився на військовій службі у званні гауптмана.
Початок служби проходив у рейхсміністерстві авіації, Штагель відповідав за розвиток зенітної артилерії німецьких ВПС. У 1938 став командиром 71-го резервного зенітного батальйону, а з червня 1940 визначений відповідальним за протиповітряну оборону міста Аугсбург.
Після розгрому Франції Р. Штагель призначений військовим радником до уряду Віші. У березні 1941 року став командиром 99-го зенітного полку, на чолі якого взяв участь у бойових діях у Радянському Союзі. 18 січня 1942 року за бойові заслуги в організації протиповітряної оборони на східному фланзі фронту нагороджений Лицарським хрестом Залізного хреста.
1 березня 1942 року підвищений у званні до оберста. Наприкінці 1942 призначений командиром оперативної групи зенітних військ Люфтваффе, що прикривала південно-східний напрямок німецько-радянського фронту. 4 січня 1943 року за особливі заслуги удостоєний дубового листя до Лицарського хреста, а через три тижні йому присвоєне військове звання генерал-майор.
У липні 1943 року переведений на посаду командира 2-ї бригади зенітної артилерії в Італію. Після відходу німецьких військ з Сицилії та капітуляції Італії у вересні 1943 року, Р. Штагеля призначено військовим комендантом міста Рим. У липні 1944 його терміново перекидають з Італійського театру війни на Східний фронт і призначають на посаду коменданта Вільнюса. Маючи тільки приблизно 500 вояків у своєму підпорядкуванні, він добився підкріплення й попри переважаючі сили польських партизан та спроби Червоної армії здобути місто вміло організував оборону столиці Литви та відбивав усі їхні атаки. 28 липня 1944 року за визначні заслуги у справі оборони Вільнюса Штахелю присвоєне військове звання генерал-лейтенант і нагороджено мечами до Лицарського хреста.
Надалі Райнера Штагеля перепризначають на посаду коменданта Варшави й визначають відповідальним за утримання міста від Червоної армії, котра наступала на столицю Польщі. Однак радянські війська зупинилися поблизу міста, а 1 серпня 1944 року польські патріоти Армії Крайової ініціювали повстання, яке незабаром охопило майже половину міста. Першого ж дня генерал Штахель разом зі своїм штабом опинився в оточенні в Саксонському паласі й втратив важелі управління над власними військами. 4 серпня командувачем усіх німецьких військ був визначений обергруппенфюрер СС Ерік фон дем Бах з підпорядкуванням йому також і Штагеля.
24 серпня його відправили до Бухареста для того щоб він очолив усі німецькі війська в столиці Румунії, де передбачалися затяті вуличні бої з Червоною армією. Однак за цей час у Румунії трапилося чимало подій і місто було опановане радянськими військами практично без опору з боку німецьких та румунських частин.
20 вересня 1944 року Штагель був заарештований агентами НКВС разом з румунським маршалом І.Антонеску й запроторений до табору військовополонених у Росії.
З 1944 до 1955 року колишній німецький генерал перебував у радянських в'язницях і таборах, доки не помер від серцевого нападу 30 листопада 1955 у таборі військовополонених Войково, поблизу Іваново, діставши повідомлення про якнайшвидше повернення до Німеччини. Водночас існує версія, що Штагель помер на три роки раніше у Владимирському централі.

## Військові злочини
Незважаючи на відносно обмежену роль у придушенні Варшавського повстання літом 1944 року, Штагель ніс безпосередню відповідальність за низки воєнних злочинів, скоєних проти мирного населення польської столиці. 2 серпня він особисто наказав розстріляти усіх підозрілих чоловіків, що були затримані німцями, або потенційних на його думку повстанців. Також він віддавав наказ на захоплення заручників та використання їх як живий щит під час штурму позицій польських повстанців. За свідченнями солдатів 4-го Східнопрусського гренадерського полку, що прибули до Варшави 3 серпня, особисто Штахель наказав «вбивати усіх чоловіків, викидати жінок та дітей і палити будинки». Більш того, він вимагав страти польських військовополонених, що утримувалися у в'язниці на Раковській вулиці в окрузі Мокотув, а також заохочував мародерство німецьких вояків, коли вони спалювали оселі простих варшав'ян.

## Нагороди
- Залізний хрест
  - 2-го класу (12 жовтня 1914)
  - 1-го класу (25 березня 1915)
- Хрест єгерського батальйону №27
- Орден Хреста Свободи (Фінляндія)
  - 3-го класу з мечами (8 травня 1918)
  - 2-го класу з мечами (29 травня 1918)
- Нагрудний знак «За поранення» в сріблі
- Пам'ятна медаль визвольної війни із застібкою «Карелія» (Фінляндія)
- Бронзовий хрест Заслуг цивільної гвардії (Фінляндія)
- Почесний хрест ветерана війни з мечами
- Медаль «За вислугу років у Вермахті» 4-го і 3-го класу (12 років)
- Медаль «У пам'ять 13 березня 1938 року»
- Застібка до Залізного хреста
  - 2-го класу (16 липня 1941)
  - 1-го класу (18 вересня 1941)
- Нагрудний знак зенітної артилерії люфтваффе
- Лицарський хрест Залізного хреста з дубовим листям і мечами
  - лицарський хрест (18 січня 1942)
  - дубове листя (№169; 4 січня 1943)
  - мечі (№794 18 липня 1944)
- Медаль «За зимову кампанію на Сході 1941/42»
- Орден Білої Троянди, командорський хрест
- Відзначений у Вермахтберіхт (14 липня 1944)